# Alzina de Ca n'Amat
L'Alzina de Ca n'Amat (Quercus ilex) és un arbre que es troba a Ullastrell (el Vallès Occidental), el qual és un colós amb peus de fang que pot acabar sucumbint si no es prenen mesures urgents per evitar-ho.

## Dades descriptives
- Perímetre del tronc a 1,30 m: 3,80 (a 1,60 m de terra, per damunt de les deformacions).
- Alçada: 13,4 metres.
- Amplada de la capçada: 17 x 19,50 metres (amplada mitjana capçada: 18,25 metres).
- Altitud sobre el nivell del mar: 282 metres.[1]

## Aspecte general
La soca està en molt mal estat: podrida i atacada per insectes i fongs de forma massiva. En canvi, la capçada és ben vigorosa. Si no s'hi fa una actuació urgent de tipus fitosanitari i mecànic l'arbre podria acabar esqueixant-se per la força d'una ventada.

## Accés
Es troba enclotada enmig de la urbanització de Ca n'Amat, prop de la masia del mateix nom. Al quilòmetre 1 de la carretera BV-1203 entre Terrassa i Ullastrell cal prendre el trencall que baixa a la urbanització de Ca n'Amat. De seguida arribarem a un encreuament i tombem a la dreta, baixant pel carrer de la Vall. Recorreguts dos-cents metres, poc abans d'unes cases, aparquem el cotxe a mà esquerra i baixem a peu pel senderó que davalla al fons del torrent. Allà descobrirem la vella alzina, gairebé al bell mig de la llera. Coordenades UTM: 31T X0414845 Y4598488.